# Saint-Pierre-du-Mont, Landes
Saint-Pierre-du-Mont là một xã, thuộc tỉnh Landes (40) trong vùng Nouvelle-Aquitaine. Xã này có diện tích 26,26 km², dân số năm 2006 là 8171 người. Xã này nằm ở khu vực có độ cao từ 25-102 mét trên mực nước biển. Ses dân sont les Saint Pierrois.

## Biến động dân số
| Năm | 1962  | 1968  | 1975  | 1982  | 1990  | 1999  | 2006  |
| --- | ----- | ----- | ----- | ----- | ----- | ----- | ----- |
| Dân số | 2 254 | 4 305 | 6 104 | 6 290 | 7 075 | 7 164 | 8 171 |
| From the year 1962 on: No double counting—residents of multiple communes (e.g. students and military personnel) are counted only once. |       |       |       |       |       |       |       |